# Premi Emmy 1954
La cerimonia dei Premi Emmy 1954, nota retroattivamente come 6ª edizione dei Primetime Emmy Awards (6th Primetime Emmy Awards), si è tenuta all'Hollywood Palladium di Los Angeles l'11 febbraio 1954.
La cerimonia fu presentata da Ed Sullivan.

## Primetime Emmy Awards

### Migliore show o serie drammatica
- The United States Steel Hour
- Goodyear Television Playhouse
- Kraft Television Theatre
- The Philco Television Playhouse
- Robert Montgomery Presents
- Studio One

### Migliore show o serie gialla, di azione o di avventura
- Dragnet
- Foreign Intrigue
- I Led Three Lives
- Suspense
- The Web

### Migliore serie comica
- Lucy ed io (I Love Lucy)
- The George Burns and Gracie Allen Show
- Mister Peepers
- Our Miss Brooks
- Topper

### Migliore attore protagonista in una serie drammatica
- Donald O'Connor – The Colgate Comedy Hour
- Sid Caesar – Your Show of Shows
- Wally Cox – Mister Peepers
- Jackie Gleason – The Jackie Gleason Show
- Jack Webb – Dragnet

### Migliore attrice protagonista di uno show o di una serie televisiva
- Eve Arden – Our Miss Brooks
- Lucille Ball – Lucy ed io
- Imogene Coca – Your Show of Shows
- Dinah Shore – The Dinah Shore Show
- Loretta Young – Letter to Loretta

### Migliore attore non protagonista di uno show o di una serie televisiva
- Art Carney – The Jackie Glesaon Hour
- Ben Alexander – Dragnet
- William Frawley – Lucy ed io
- Tony Randall – Mister Peepers
- Carl Reiner – Your SHow of Shows

### Migliore attrice non protagonista di uno show o di una serie televisiva
- Vivian Vance – Lucy ed io
- Brea Benaderet – The George Burns and Gracie Allen Show
- Ruth Gilbert – The Milton Berle Show
- Marion Lorne – Mister Peepers
- Audrey Meadows – The Jackie Gleason Show